# 布鲁斯·埃克尔
布鲁斯·埃克尔 （Bruce Eckel，1957年7月8日—）是一名计算机程序员、作家和顾问。他最著名的作品是Thinking in Java和Thinking in C++ ，這兩本書籍主要面向想要学习Java或C++编程语言的程序员，特别是那些没有面向对象程序设计编程经验的程序员。 布鲁斯·埃克尔是ANSI / ISO C++ 标准委员会的创始成员。 